# Camille de Serres-Rainville
Camille de Serres-Rainville, née le 24 août 1995, est une patineuse de vitesse sur piste courte canadienne.

## Biographie
Elle participe à son premier circuit de Coupe du monde de patinage de vitesse sur piste courte pendant la saison 2018-2019. Elle arrive en cinquième position du 1500 mètres à la deuxième manche de la saison.